# Giải hạn
Giải hạn là một phim tâm lí xã hội do Vũ Xuân Hưng đạo diễn, xuất phẩm năm 1996 tại Hà Nội.

## Nội dung
Triệu vốn là tên con trai nhưng đặt cho con gái, như để ẩn dụ cuộc đời cơ cực không thua gì nam giới của nhân vật.
Cô làm dâu được 10 năm, đầu tắt mặt tối phụ mẹ chồng và cậu em chồng, trong khi chồng đi ngoại quốc biền biệt chẳng mấy khi thư từ. Bỗng một hôm, Đại - chồng Triệu - về quê với cái mác Việt kiều có của dư dật. Nhưng Đại về không phải để chí thú mà đòi li dị Triệu.
Đại không cam lòng ở lại vùng quê nghèo khó mà ra Hà Nội cùng bồ mở cửa hàng kinh doanh đồ điện tử, bỏ mặc Triệu với nỗi lo nợ duyên không"giải hạn"được.
Ruộng ít, dân làng phải dựa vào chăn tằm dệt tơ, nhưng lối làm ăn manh mún và bị nhà cung ứng Toán ép giá nên khó phát triển. Nghe theo lời thách đố của Toán, Triệu rủ Thiện - em Đại - lên thành phố tìm nhà tiêu thụ. Triệu suýt bị một doanh nhân hại đời vì cả tin.
Sau khi kí được hợp đồng tiêu thụ, Triệu và Thiện vươn lên trở thành đối thủ cạnh tranh của Toán, khiến y bực tức vì mất độc quyền trong huyện. Thừa đêm, Toán lẻn sang đốt kho sợi khiến Triệu lâm cảnh nợ nần, cô rơi vào trạng thái tuyệt vọng.
Nhờ Nhung - em Toán - can thiệp, Toán phải cho Thiện vay tiền cứu nguy. Một thời gian sau, Triệu và Thiện lập được hợp tác xã dệt may, Toán phải xin cộng tác.
Đại làm ăn thất bát, người tình cũng phụ bạc. Túng quá, y đành về quê tính truyện trốn đi Sài Gòn lánh chủ nợ. Triệu bèn bỏ vốn liếng ra cứu Đại, khiến Đại xin nối lại quan hệ.
Đến lúc này, Thiện mới tiết lộ tình cảm của mình với Triệu cho Đại biết, Đại hổ thẹn bỏ đi. Đang đêm, Thiện bắt xe khách vào Nam, để lại bức thư kể hết tâm sự cho Triệu biết, nhưng không nói rõ là đi đâu. Triệu hiểu ra, vội đuổi theo mà không kịp.

## Kĩ thuật
Phim được thực hiện tại Hà Nội mùa xuân năm 1996.

### Sản xuất
- Bí thư: Lê Công Bình
- Họa sĩ: Đào Hồng Hải
- Hòa âm: Đào Văn Biên
- Dựng phim: Hoàng Định
- Kĩ xảo: Nguyễn Quốc Dũng, Cao Trí Dũng
- Phối sáng: Trần Văn Hòa, Lê Quốc Côn
- Đạo cụ: Vũ Anh Tú
- Dựng cảnh: Nguyễn Đức Mạnh
- Hóa trang: Lan Anh
- Phục trang: Nguyễn Thu Hà
- Tiếng động: Mạnh Kiên
- Quay phối hợp: Kim Khánh

và Dàn nhạc giao hưởng Hà Nội (Học viện Âm nhạc Quốc gia Việt Nam)

### Diễn xuất
- Lê Vi... Triệu (giọng Minh Hằng)
- Trần Lực... Đại - chồng Triệu
- Trung Hiếu... Thiện - em Đại
- Ngọc Thoa... Mẹ Đại và Thiện
- Trung Anh... Toán
- Kim Thúy... Nhung - em Toán
- Minh Hằng... Bồ Đại
- Đỗ Kỷ... Giám đốc xí nghiệp dệt may
- Anh Dũng... Nhà đầu tư (giọng Trọng Phan)
- Xuân Tùng... Giám đốc công ty may (giọng Bình Trọng)
- Anh Tú... Nhà thầu (giọng Tùng Dương)
- Hồng Vân
- Thanh Thúy
- Mạnh Cường
- Quốc Toản

## Hậu trường
Giải hạn nằm trong số đề án điện ảnh hưởng lợi từ Chương trình chấn hưng điện ảnh cấp nhà nước. Nhà làm phim cố ý mô phỏng thi pháp Trương Nghệ Mưu trong Đèn lồng đỏ treo cao.
Bộ phim được giải Bông Sen Bạc tại Liên hoan phim Việt Nam XI (Hà Nội 1996), sau đó được chọn trình chiếu tại Liên hoan phim quốc tế Toronto ngày 07 tháng 09 năm 1997 dưới nhan đề Misfortune's end. Mặc dù thành công về nghệ thuật, nhưng Giải hạn không được công chúng nhiệt liệt đón nhận, khiến phim lâm tình trạng"đắp chiếu"một thời gian trước khi được Đài Truyền hình Việt Nam mua bản quyền phát đại trà trên VTV1.
- Giải hạn là đề án điện ảnh thứ nhì sau Truyện cổ tích cho tuổi mười bảy mà tài tử Lê Vi cộng tác với kịch tác gia Trịnh Thanh Nhã.
- Nhân vật Đại là vai phản diện đầu tay trong nghiệp điện ảnh của đạo diễn Trần Lực.

| “                                                                              | Xem lại hàng trăm bộ phim Việt trong suốt chiều dài hơn bảy thập niên, tôi có thể nhận thấy rõ một điều là điện ảnh Việt Nam luôn ở tình trạng 'âm thịnh dương suy', hay nói cách khác, đó là một nền điện ảnh 'âm tính'. Điều này được thể hiện qua hình tượng các nhân vật nữ trong phim Việt luôn giữ vai trò chủ đạo và số phận của họ có chiều sâu, tạo được nhiều đồng cảm hơn với khán giả. Từ chị Tư Hậu trong bộ phim cùng tên đến chị Dịu trong 'Vĩ tuyến 17 ngày và đêm' (đều qua diễn xuất của Trà Giang), từ chị Nết (Như Quỳnh) trong 'Đến hẹn lại lên' đến chị Dậu (phim cùng tên) chị Duyên trong 'Bao giờ cho đến tháng Mười' - đều với diễn xuất của Lê Vân - và một loạt những người phụ nữ khác trong thời chiến cũng như thời hậu chiến rồi cả trong thời hiện đại qua sự hóa thân của Minh Châu, Lê Vi, Hồng Ánh, Mai Hoa, Kiều Trinh... đều làm nên những hình tượng nhân vật nữ nổi bật của điện ảnh Việt. Họ mạnh mẽ, chịu thương chịu khó và luôn tìm cách vượt qua nghịch cảnh nhưng chính họ lại không dám vượt qua hoặc bị trói chặt bởi những định kiến và lễ giáo của một xã hội trọng nam khinh nữ trước đây hay sự bất lực và thiếu vắng nam tính trong những năm gần đây. Nói như nhân vật Triệu (Lê Vi) trong bộ phim 'Giải hạn' (1996) của đạo diễn Vũ Xuân Hưng: Cả ở nhà, cả ở ngoài đời, không ở đâu tôi được sống như mình mong muốn cả. Triệu là hình ảnh khá nổi bật về phụ nữ 'kiểu mới', không cam chịu cảnh 'con rùa chui xó bếp' mà tự đứng lên đi tìm sự 'giải hạn' cho mình. Triệu phần nào giống như hình ảnh của một 'start-up' đang thịnh hành ngày nay; nhưng chính cô, cuối cùng lại không dám vượt qua thành trì cuối cùng (định kiến của xã hội) để đón nhận hạnh phúc mà cô đáng được hưởng. | ” |
| — Kí giả Lê Hồng Lâm, Một nền điện ảnh 'âm tính' nên cứ mãi xoay quanh phụ nữ? | |   |